# Pierrepont, Calvados
Pierrepont är en kommun i departementet Calvados i regionen Normandie i norra Frankrike. Kommunen ligger i kantonen Falaise-Nord som ligger i arrondissementet Caen. År 2022 hade Pierrepont 84 invånare.

## Befolkningsutveckling
Antalet invånare i kommunen Pierrepont
Referens:INSEE